# برايان بيترز
برايان بيترز (بالإنجليزية: Brian Peters)‏ هو لاعب كرة قدم أمريكية ولاعب كرة القدم الكندية أمريكي، ولد في 31 أكتوبر 1988 في بيكيرينغتون في الولايات المتحدة.

## وصلات خارجية
- برايان بيترز على موقع مرجع كرة القدم المحترفة.كوم (الإنجليزية)
- برايان بيترز على موقع JustSportsStats.com (الإنجليزية)